# Per Anger
Per Johan Valentin Anger (ur. 7 grudnia 1913 w Göteborgu, zm. 23 sierpnia 2002 w Sztokholmie) – szwedzki dyplomata, organizator akcji ratowania Żydów na Węgrzech w 1944, w czasie II wojny światowej.

## Życiorys
Studiował w Sztokholmie i Uppsali, w 1940 podjął pracę w dyplomacji. Z placówki w Berlinie nadał zaszyfrowaną depeszę o planowanej inwazji niemieckiej na Danię (zob. kampania duńska) i Norwegię (zob. kampania norweska). W 1942 został przeniesiony do pracy w Budapeszcie, gdzie zajmował się handlem międzynarodowym.
Po wkroczeniu wojsk niemieckich na Węgry w 1944 (zob. operacja Panzerfaust) dostrzegł dramatyczne pogorszenie się sytuacji Żydów i groźbę ich eksterminacji. Podjął akcję wydawania zagrożonym osobom tymczasowych paszportów szwedzkich; po interwencjach Angera w Sztokholmie personel ambasady został powiększony i akcja zataczała szerokie kręgi. Od lipca 1944 pomoc Żydom koordynował Raoul Wallenberg. Szwedzi obok wydawania dokumentów starali się także o zwalnianie osób już zatrzymanych, pomagali wydostać się z transportów do obozów zagłady.
Po wejściu Rosjan do Budapesztu personel ambasady szwedzkiej został zatrzymany; Wallenberg został wywieziony do ZSRR i według wersji oficjalnej zmarł w 1947 w więzieniu na atak serca, Anger i inni dyplomaci zostali zwolnieni i wrócili do Sztokholmu w kwietniu 1945.
Po wojnie Anger pozostał w służbie dyplomatycznej i pracował m.in. na placówkach w Australii, Kanadzie i na Bahamach. Za działalność w okresie II wojny światowej został uhonorowany medalem Sprawiedliwy wśród Narodów Świata (1982), honorowym obywatelstwem Izraela (2000), węgierskim Medalem Zasługi (1995), wyróżnieniem Rady Żydów Szwecji (1996). Do końca życia dążył do wyjaśnienia okoliczności śmierci Wallenberga, m.in. spotkał się w tej sprawie z Michaiłem Gorbaczowem w 1989.
W 2004 rząd Szwecji ufundował Nagrodę im. Pera Angera, przyznawaną osobom zasłużonym w pracy humanitarnej i na rzecz demokracji. Pierwszym laureatem został włoski arcybiskup Gennaro Verolino, który w 1944 jako sekretarz nuncjatury w Budapeszcie aktywnie pomagał ambasadzie szwedzkiej w akcji pomocy Żydom.